# Araneus flavus
Araneus flavus är en spindelart som först beskrevs av O. Pickard-Cambridge 1894.  Araneus flavus ingår i släktet Araneus och familjen hjulspindlar. Inga underarter finns listade i Catalogue of Life.